# Нижня Штирія (область цивільного управління)
Область цивільного управління Нижня Штирія (нім. CdZ-Gebiet Untersteiermark) — адміністративно-територіальна одиниця Третього Рейху, югославська територія, що до Першої світової війни входила до складу кронланду Штирія Австро-Угорської імперії і знаходилась в період з 1941 по 1945 роки під керуванням німецької цивільної адміністрації для подальшої германізації і приєднання до території Німецької імперії. Адміністративний центр — місто Марбург-на-Драу (Марибор), потім — Грац.

## Історія
Після окупації Югославії Третім Рейхом в ході югославської операції 6 квітня 1941 року території північно-східної Словенії (словенська Нижня Штирія) були передані під управління німецької цивільної адміністрації в підпорядкування райхсгау Штирія, створеному на території Австрії. Адміністративним центром області стало місто Марбург-на-Драу. З 15 листопада 1941 року центр був перенесений в Грац, що знаходиться за межами Нижньої Штирії.
Північно-західна територія Словенії були також передані під німецьке цивільне управління як «області цивільного управління» Каринтія і Крайна. Після повної германізації планувалося включення Нижньої Штирії, Каринтії і Крайни до складу Німецької імперії, однак це так і не було реалізовано.
Після закінчення війни територія Нижньої Штирії знову повернулася до складу Югославії і сьогодні входить до складу незалежної Словенії.

## Адміністративний поділ
Станом на 1 січня 1945 року в склад галузі цивільного управління Нижня Штирія входили такі райони:
- Міський район Марбург-на-Драу (Марибор)
- Сільський район Марбург-на-Драу (Марибор)
- Сільський район Циллі (Целє)
- Сільський район Оберрадкерсбург (Горня Радгона)
- Сільський район Петтай (Птуй)
- Сільський район Ранн (Брежиці)
- Сільський район Тріфайл (Трбовлє)

Після приєднання території до Рейху були знову введені німецькі назви, які використовувались до 1918 року.